# Canal 11 (Formosa)
El Canal 11 de Formosa, conocido como Lapacho, es un canal de televisión abierta argentino que transmite desde la ciudad de Formosa. El canal se llega a ver en parte de la Provincia de Formosa y zonas aledañas. Es operado por el Gobierno de la Provincia de Formosa.

## Historia
El 22 de mayo de 1970, mediante el Decreto 2333, el Poder Ejecutivo Nacional adjudicó al Gobierno de la Provincia de Formosa una licencia para explotar la frecuencia del Canal 3 de la ciudad de Formosa, capital de la provincia homónima.
Ese mismo año, cuando el gobernador militar Augusto Sosa Laprida pidió y obtuvo por parte del dictador Juan Carlos Onganía la autorización para instalar en Formosa un canal provincial de televisión, problemas presupuestarios postergaron la concreción del proyecto.
El 26 de junio de 1976, en Montecarlo, Carlos Monzón tumbaba en el 5.º round a Rodrigo Valdez y se quedaba con el título unificado de los medianos. Para ver la pelea en directo, muchos formoseños tuvieron que movilizarse hasta la Hostería Rodani, del otro lado del Bermejo, porque la Provincia del Chaco tenía canal de aire desde 1960.
Ese mismo año, las necesidades mediáticas del proceso militar hicieron que el gobernador de facto Juan Carlos Colombo comenzara a construir, con recursos provinciales la señal formoseña, que fuera inaugurado ante la inminencia del inicio del Mundial de Fútbol 2 años después.

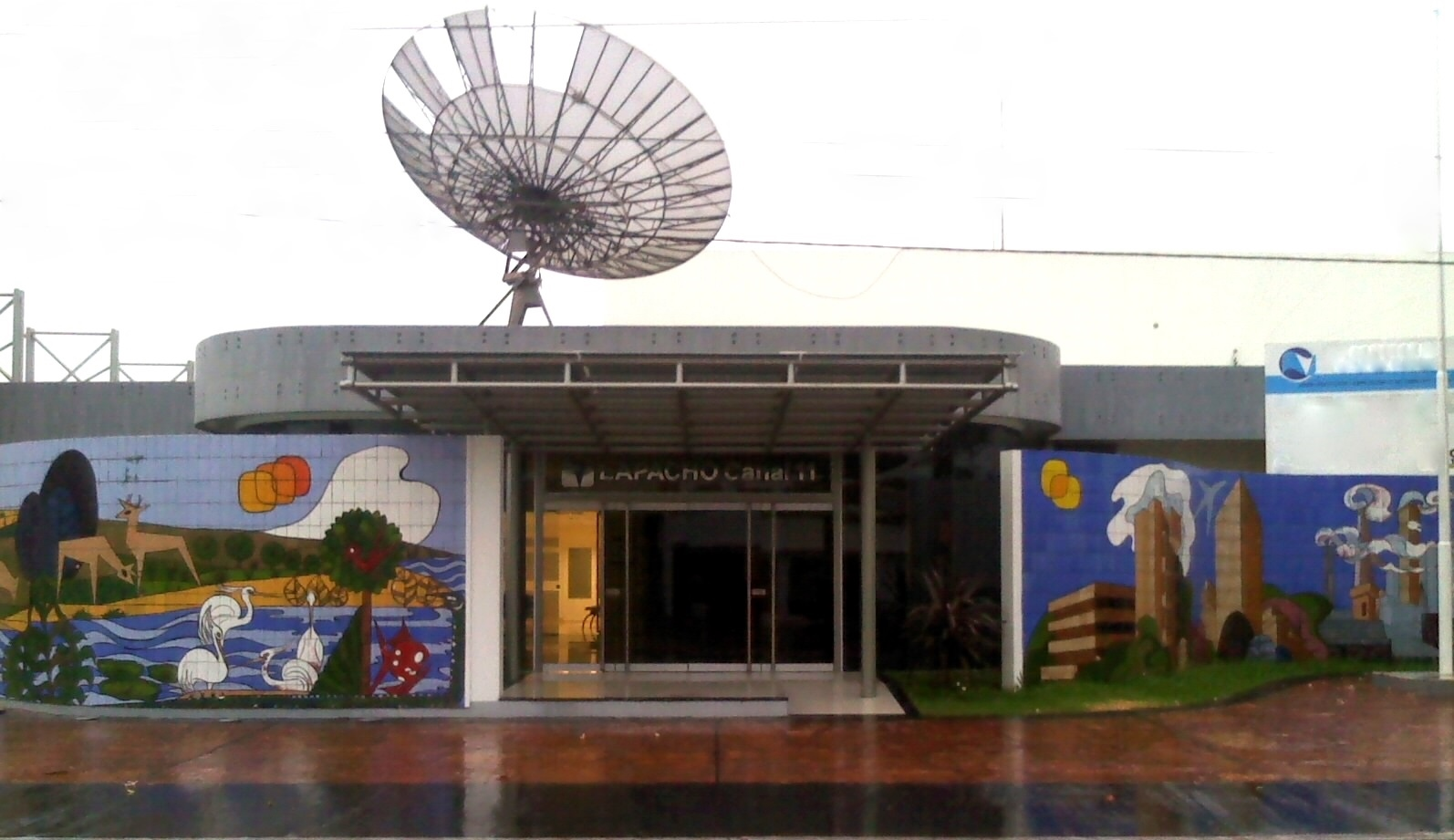
Acceso principal del canal sobre calle Junín.

Originalmente, planeó usar esa frecuencia; sin embargo, la misma se pospuso cambiar al Canal 11. La licencia finalmente inició sus transmisiones regulares el 8 de abril de 1978 como LT 88 TV Canal 11 de Formosa.
Asimismo, fue inaugurado para transmitir el Mundial de Fútbol Argentina 1978; pero sus primeras emisiones oficiales se iniciaron recién en 1979, con motivo de celebrarse el centenario de la fundación de la capital formoseña.
Las primeras imágenes fueron en blanco y negro, ya que el color llegó recién un año después, cuando en forma inexplicable, por gestión del mismo Colombo y Videla pasaban la emisora a la órbita nacional. Se consumaba así un despojo inaceptable que solo pudo enmendarse 20 años después.
El 3 de diciembre de 1979, mediante el Decreto 3081, el Poder Ejecutivo Nacional aprobó los convenios suscritos entre la Provincia de Formosa y la Nación.
El 15 de febrero de 1982, mediante la Resolución 60, el Comité Federal de Radiodifusión llamó a concurso para la adjudicación de la licencia de Canal 11. El 16 de noviembre de 1989, mediante la Resolución 2336 autorizó al Gobierno de la Provincia de Formosa a instalar repetidoras en Ibarreta, Laguna Naineck y Las Lomitas, asignándole a cada repetidora los canales 6 y 3 respectivamente.
El 8 de enero de 1997, mediante el Decreto 14, el Poder Ejecutivo Nacional restituyó la prestación y explotación del servicio televisivo del Canal 11 a la Provincia de Formosa.
El 9 de diciembre de 1999, el Poder Ejecutivo designó al primer interventor del Canal 11 y, el 13 de diciembre, mediante el Decreto Provincial 13, se creaba «Lapacho LT 88 Canal 11 Formosa», como un “ente desconcentrado con dependencia directa del Poder Ejecutivo”.
Actualmente, se encuentra cumpliendo un importante servicio de una manera integrada, articulando sus actividades para llevar a la gran audiencia formoseña y de la región, informaciones, eventos, noticias, entretenimientos y todo aquello que resulte de interés comunitario, en especial a partir de la comunicación satelital que pone a la ciudadanía formoseña en contacto con el mundo de manera inmediata. Tanto sus autoridades como todo su personal trabajan en forma mancomunada constituyendo la base de la Red Formoseña de Medios de Comunicación.
La Autoridad Federal de Servicios de Comunicación Audiovisual, mediante las resoluciones 570 del 29 de diciembre de 2010 y 689 del 24 de junio de 2011, autorizó al Canal 11 a realizar pruebas en la Televisión Digital Terrestre bajo el estándar ISDB-T (adoptado en Argentina mediante el Decreto 1148 de 2009). Para ello se le asignó el Canal 29 en la banda de UHF.
Ese mismo año, Canal 11 comenzó a emitir en el canal 29.1 de la TDA de Formosa; sin embargo, en septiembre de 2015, llega también a emitirse en Clorinda y Laguna Blanca por el canal 33.1.

## Programación
Actualmente, parte de la programación del canal consiste en retransmitir parte de los contenidos de la señal informativa C5N de Buenos Aires.
La señal también posee programación local, entre los que se destacan Noticiero 11 (que es el servicio informativo del canal), Hola mañana (magazine matutino), Tarde pero seguro (magazine vespertino), Desde el Litoral (programa musical) y Desde tierra adentro (interés general).
El 1° de junio de 2016, Canal 11 dejó de emitir la programación de Telefe, reemplazando su contenido por programas de su entonces señal informativa porteña C5N desde septiembre de ese año.

## Noticiero 11
Es el servicio informativo del canal con principal enfoque a la Provincia de Formosa. Actualmente, posee dos ediciones que se emiten de lunes a viernes (a las 12:30 y a las 20:00).
Originalmente, el noticiero (que arrancó pocos meses después a la fundación del canal) se llamó Noticiero 11. En 1999, después del cambio en la imagen institucional de Canal 11, el servicio informativo cambió su nombre por el de Lapacho Noticias.
Desde 2005, regresó a su nombre actual Noticiero 11.

## Repetidora
Canal 11 cuenta con una repetidora ubicada en la ciudad de Clorinda, que emite en el canal 7. En la localidad de Subteniente Perín, funciona un canal comunitario que actúa como repetidora retransmitiendo la señal del canal formoseño.